# Casanegra
Casanegra è un film del 2008 diretto da Nour-Eddine Lakhmari. 
È stato scelto dal Marocco per competere per l'Oscar al miglior film in lingua straniera ai Premi Oscar 2010.  Ha vinto tre premi al Festival internazionale del cinema di Dubai del 2008: miglior direttore della fotografia a Luca Coassin e miglior attore ad Anas Elbaz e Omar Lotfi.

## Trama
Karim e Adil sono due amici d'infanzia, sono giovani oziosi  che vivono di lavori saltuari e truffe in uno dei vecchi quartieri popolari della città di Casablanca che ribattezzeranno in seguito “Casanegra”, termine ironico suggerito da un tassista per esprimere l'abisso tra ricchi (di Casablanca) e poveri (di Casanegra). 
Karim, un bel ragazzo ben vestito, gestisce una banda di ragazzi di strada che vendono sigarette al dettaglio, mentre Adil sogna di andare a lavorare a Malmö, in Svezia, e cerca la somma di denaro necessaria per il suo progetto. Karim vive in una famiglia dove il padre, ex operaio in una fabbrica di lavorazione del pesce, è disabile, mentre Adil vive con la madre e il suo patrigno alcolizzato, psicopatico e violento, dove a causa sua finisce per fuggire dopo essersi vendicato bruciando l'auto di quest'ultimo. Zrirek, un mafioso locale che viene pagato minacciando le sue vittime con un trapano, offre loro di lavorare per lui. Prima li manda a ritirare una somma da Rami, un omosessuale riluttante, che finiscono per picchiare e rubare nella sua sontuosa villa, Adil nel mentre, scopre una grossa somma di denaro che nasconde. Karim va in una discoteca di lusso dove incontra Nabila, la vicina commessa di mobili, divorziata e in cerca di amore, ma viene tradito dai suoi venditori di sigarette che svelano a lei la vera faccia di quest'ultimo. Da parte sua, Adil, manda sua madre in provincia e le dà la somma rubata alla stazione degli autobus. In una riunione nella squallida discoteca che frequenta Zrirek, che è molto interessato alle corse sui cavalli, offre ai ragazzi di drogare un cavallo vincente per scommettere su un altro e fare di conseguenza molti soldi, tuttavia il cavallo fugge e nell'inseguimento Zrirek rimane gravemente ferito. Viene arrestato dalla polizia. E la fine del film ci riporta all'inizio della storia...